# Hofanlage St. Irminen (Aach bei Trier)

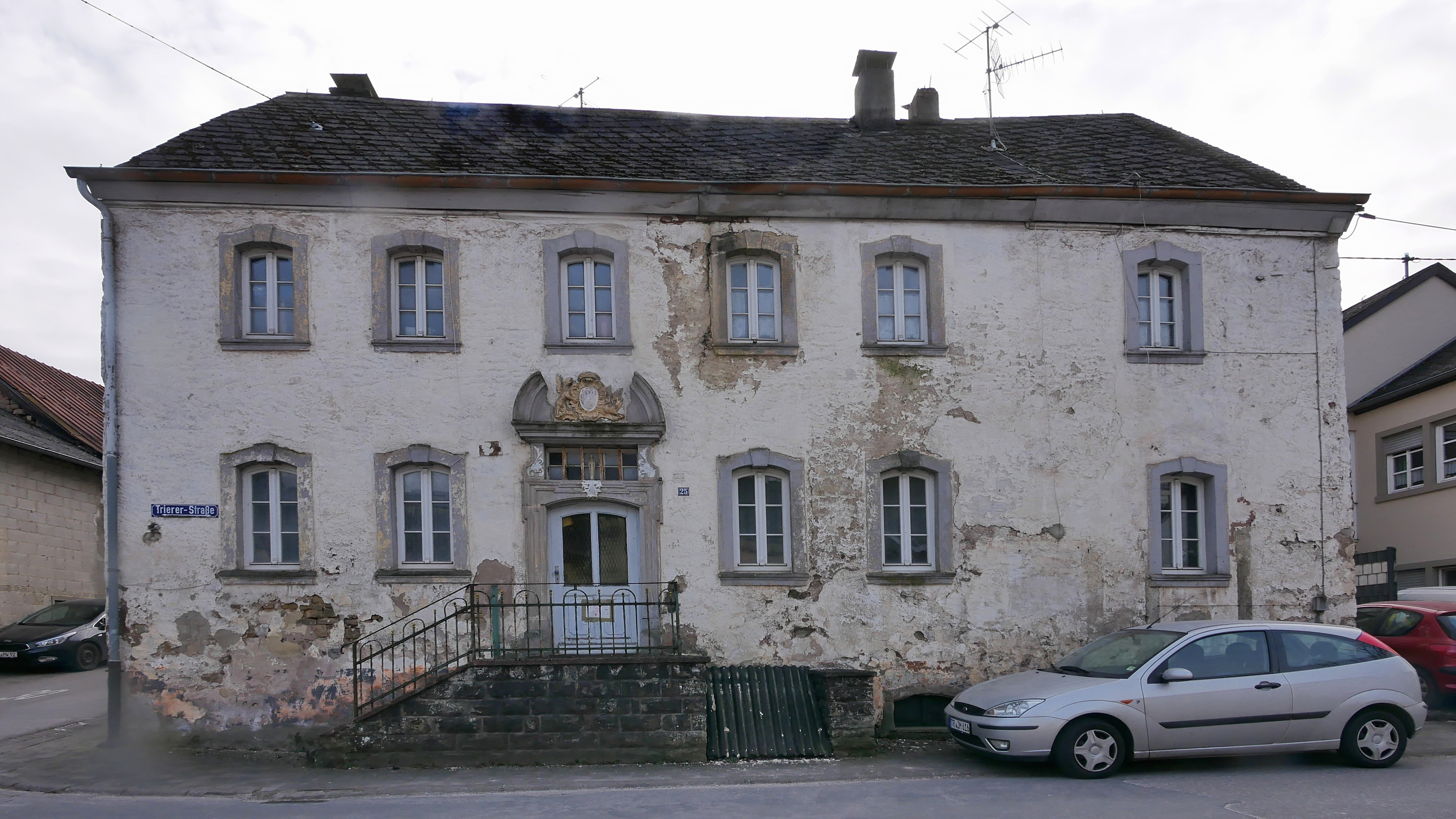
Wohngebäude der ehemaligen Hofanlage St. Irminen in Aach (2018)

Die Hofanlage St. Irminen in Aach, einer Ortsgemeinde im Landkreis Trier-Saarburg in Rheinland-Pfalz, wurde 1752 errichtet. Das ehemalige Hofgut an der Trierer Straße 25 ist ein geschütztes Kulturdenkmal.
Der Parallelhof des Klosters Sankt Irminen besteht aus einem straßenseitigen, barocken Wohngebäude mit ehemals wohl auf eine Tordurchfahrt verkürztem Wirtschaftsgebäude sowie rückwärtiger Ökonomie.
Das schmuckvolle Portal mit reicher Profilierung, das über eine Freitreppe erreicht wird, trägt über dem Oberlichtgesims einen gesprengten Segmentgiebel. Das von Löwen gehaltene ovale Wappen wurde in der Zeit der Säkularisation ausgeschlagen. In den Ohrungen des Portals ist die Bauzahl 1752 angebracht.
Im Innern ist die räumliche Einteilung mit den Bogenstellungen des Rauchmantels erhalten. Von der Ausstattung hat die Sandsteinplatte für den Beistellofen überdauert.